# 詹姆斯·H·布朗
詹姆斯·H·布朗（1942年9月25日—）是一位美国生态学家，新墨西哥大學教授，1995年当选美国文理科学院院士，2005年当选美国国家科学院院士。